# Lista siturilor arheologice din județul Gorj - S
Lista siturilor arheologice din județul Gorj - S conține toate siturile arheologice din județul Gorj înscrise în Repertoriul Arheologic Național (RAN) și aflate în localități al căror nume începe cu litera S. RAN este administrat de Ministerul Culturii și Patrimoniului Național și cuprinde date științifice, cartografice, topografice, imagini și planuri, precum și orice alte informații privitoare la zonele cu potențial arheologic, studiate sau nu, încă existente sau dispărute.
Puteți căuta un sit din localitățile care încep cu litera S folosind formularul de mai jos sau puteți naviga prin toate siturile din județ la Lista siturilor arheologice din județul Gorj.
| Cod RAN                                  | Denumire | Localitate                      | Adresă             | Datare                                       | Descoperit | Coordonate                                    | Imagine           | Erori            |
| ---------------------------------------- | --- | ------------------------------- | ------------------ | -------------------------------------------- | ---------- | --------------------------------------------- | ----------------- | ---------------- |
| 81763.02.01                              | Situl arheologic de la Săcelu - "La Buha" / ansamblu anonim (Categorie: neprecizată) (Tip: Carieră de piatră)                      | sat Săcelu, comuna Săcelu       | La Buha            |                                              |            |                                               | Încărcați imagine | Raportați eroare |
| 81763.02.02                              | Situl arheologic de la Săcelu - "La Buha" / ansamblu anonim (Categorie: neprecizată) (Tip: Așezare)                                | sat Săcelu, comuna Săcelu       | La Buha            |                                              |            |                                               | Încărcați imagine | Raportați eroare |
| 81763.02.03                              | Situl arheologic de la Săcelu - "La Buha" / ansamblu anonim (Categorie: neprecizată) (Tip: neprecizat)                             | sat Săcelu, comuna Săcelu       | La Buha            |                                              |            |                                               | Încărcați imagine | Raportați eroare |
| 81763.01.01 (Cod LMI: GJ-I-m-B-09141.01) | Situl arheologic din epoca romană de la Săcelu-Turița / ansamblu anonim(Grui) (Categorie: locuire) (Tip: Așezare)                  | sat Săcelu, comuna Săcelu       | Turița             | sec. II - III                                | 1976       | 45°05′00″N 23°33′00″E / 45.08333°N 23.55°E    | Încărcați imagine | Raportați eroare |
| 81763.01.02 (Cod LMI: GJ-I-m-B-09141.02) | Situl arheologic din epoca romană de la Săcelu-Turița / ansamblu anonim(Grui) (Categorie: locuire) (Tip: Necropolă)                | sat Săcelu, comuna Săcelu       | Turița             | sec. II - III                                | 1976       | 45°05′00″N 23°33′00″E / 45.08333°N 23.55°E    | Încărcați imagine | Raportați eroare |
| 81362.01.01 (Cod LMI: GJ-I-m-B-09142.01) | Necropola medievală de la Sărdănești - "În cimitir" / ansamblu anonim (Categorie: descoperire funerară) (Tip: Necropolă)           | sat Sărdănești, comuna Plopșoru | În cimitir         | sec. XVII                                    |            | 44°47′00″N 23°21′00″E / 44.78333°N 23.35°E    | Încărcați imagine | Raportați eroare |
| 78864.01.01 (Cod LMI: GJ-I-m-B-09143.01) | Așezare geto-dacică de la Socu - "Cioaca Boia" / ansamblu anonim (Categorie: locuire civilă) (Tip: Așezare)                        | sat Socu, comuna Bărbătești     | Cioaca Boia        | geto-dacică sec. II a. Chr. - sec. I p. Chr. |            |                                               | Încărcați imagine | Raportați eroare |
| 82591.01.01 (Cod LMI: GJ-I-m-B-09144.01) | Situl arheologic Latene de la Spahii - "Dealul Spahiilor" / ansamblu anonim (Categorie: locuire) (Tip: Așezare)                    | sat Spahii, comuna Turburea     | Dealul Spahiilor   | geto-dacică sec. III - a. Chr.               |            | 44°43′00″N 23°31′00″E / 44.71667°N 23.51667°E | Încărcați imagine | Raportați eroare |
| 82591.01.02 (Cod LMI: GJ-I-m-B-09144.02) | Situl arheologic Latene de la Spahii - "Dealul Spahiilor" / ansamblu anonim (Categorie: locuire) (Tip: Necropolă)                  | sat Spahii, comuna Turburea     | Dealul Spahiilor   | geto-dacică sec. III - a. Chr.               |            | 44°43′00″N 23°31′00″E / 44.71667°N 23.51667°E | Încărcați imagine | Raportați eroare |
| 82109.01.01 (Cod LMI: GJ-I-s-B-09147)    | Așezarea Vinca de la Șura - "Valea Caselor" / ansamblu anonim (Categorie: locuire civilă) (Tip: Așezare)                           | sat Sura, comuna Slivilești     | Valea Caselor      | Vinča                                        |            | 43°45′N 24°06′E / 43.75°N 24.1°E              | Încărcați imagine | Raportați eroare |
| 81763.03.01                              | Așezarea romană de la Săcelu - "Băile Romane" / ansamblu anonim (Categorie: locuire civilă) (Tip: Așezare)                         | sat Săcelu, comuna Săcelu       | Băile Romane       |                                              | 1987       |                                               | Încărcați imagine | Raportați eroare |
| 81763.04.01                              | Așezarea romană de la Săcelu - "Grui" / ansamblu anonim (Categorie: locuire civilă) (Tip: Așezare)                                 | sat Săcelu, comuna Săcelu       | Grui               | sec. II-III p. Chr.                          |            | 45°05′00″N 23°33′00″E / 45.08333°N 23.55°E    | Încărcați imagine | Raportați eroare |
| 81763.04.02                              | Așezarea romană de la Săcelu - "Grui" / ansamblu anonim (Categorie: locuire civilă) (Tip: Mormânt)                                 | sat Săcelu, comuna Săcelu       | Grui               |                                              |            | 45°05′00″N 23°33′00″E / 45.08333°N 23.55°E    | Încărcați imagine | Raportați eroare |
| 82252.01.01 (Cod LMI: GJ-II-m-B-09387)   | Biserica "Sf. Împărați" de la Stejari / ansamblu Biserica "Sf. Împărați" (Categorie: structură de cult/religioasă) (Tip: Biserică) | sat Stejari, comuna Stejari     |                    | sec. XVIII                                   |            |                                               | Încărcați imagine | Raportați eroare |
| 82662.01.01 (Cod LMI: GJ-II-a-B-09389)   | Mănăstirea Strâmba / ansamblu Mănăstirea Strâmba (Categorie: structură de cult/religioasă) (Tip: Mănăstire)                        | sat Strâmba Jiu, oraș Turceni   |                    | sec. XVI - XVIII                             |            |                                               | Încărcați imagine | Raportați eroare |
| 82662.01.01 (Cod LMI: GJ-II-a-B-09389)   | Mănăstirea Strâmba / ansamblu Mănăstirea Strâmba / complex Casa Stăreției (Categorie: structură de cult/religioasă) (Tip: casă)    | sat Strâmba Jiu, oraș Turceni   |                    | sec. XVII                                    |            |                                               | Încărcați imagine | Raportați eroare |
| 82662.01.01 (Cod LMI: GJ-II-a-B-09389)   | Mănăstirea Strâmba / ansamblu Mănăstirea Strâmba / complex anonim (Categorie: structură de cult/religioasă) (Tip: zid de incintă)  | sat Strâmba Jiu, oraș Turceni   |                    | sec. XVII                                    |            |                                               | Încărcați imagine | Raportați eroare |
| 82662.01.02 (Cod LMI: GJ-II-a-B-09389)   | Mănăstirea Strâmba / ansamblu Biserica "Sf. Treime" (Categorie: structură de cult/religioasă) (Tip: Biserică)                      | sat Strâmba Jiu, oraș Turceni   |                    | 1518 - 1620                                  |            |                                               | Încărcați imagine | Raportați eroare |
| 78864.02.01 (Cod LMI: GJ-I-m-B-09143.02) | Așezarea din epoca brozului timpuriu de la Socu-Dealul lui Istrate / ansamblu anonim (Categorie: locuire civilă) (Tip: Așezare)    | sat Socu, comuna Bărbătești     | Dealul lui Istrate | Coțofeni                                     |            |                                               | Încărcați imagine | Raportați eroare |
| 80837.01.01                              | Așezarea Glina de la Seaca-Capul Dealului / ansamblu anonim (Categorie: locuire) (Tip: așezare)                                    | sat Seaca, comuna Logrești      | Capul Dealului     | Glina - III                                  |            |                                               | Încărcați imagine | Raportați eroare |